# Municipalità locale di Langeberg
La municipalità locale di Langeberg (in inglese: Langeberg Local Municipality), già municipalità locale di Breede River/Winelands, è una municipalità locale del Sudafrica situata nella provincia del Capo Occidentale e appartenente alla municipalità distrettuale di Cape Winelands.
In base al censimento del 2001 la sua popolazione è di 81.272 abitanti.
La sede amministrativa e legislativa è la città di Ashton e il suo territorio si estende su una superficie di 3.331 km² ed è suddiviso in 10 circoscrizioni elettorali (wards). Il suo codice di distretto è WC026.

## Geografia fisica

### Confini
La municipalità locale di Breede River/Winelands confina a nord e a ovest con quella di Breede Valley, a est con il District Management Areas WCDMA02 e a sud con quelle di Theewaterskloof e Swellendam (Overberg).

### Città e comuni
- Ashton
- Bonnievale
- Goree
- Klaas Voogdsrivier
- Koo
- Le Chasseur
- McGregor
- Montagu
- Nkqubela
- Pietersfontein
- Robertson
- Sandvliet
- Scheepersrus
- Sewefontein
- Wakkerstroom
- Waterval Staatbos

### Fiumi
- Bree
- Groot
- Kingna
- Sonderend

### Dighe
- Keerom Dam
- Klipberg Dam
- Montagu Dam
- Pietersfontein Dam
- Poortjieskloofdam